# Rosalía Abreu

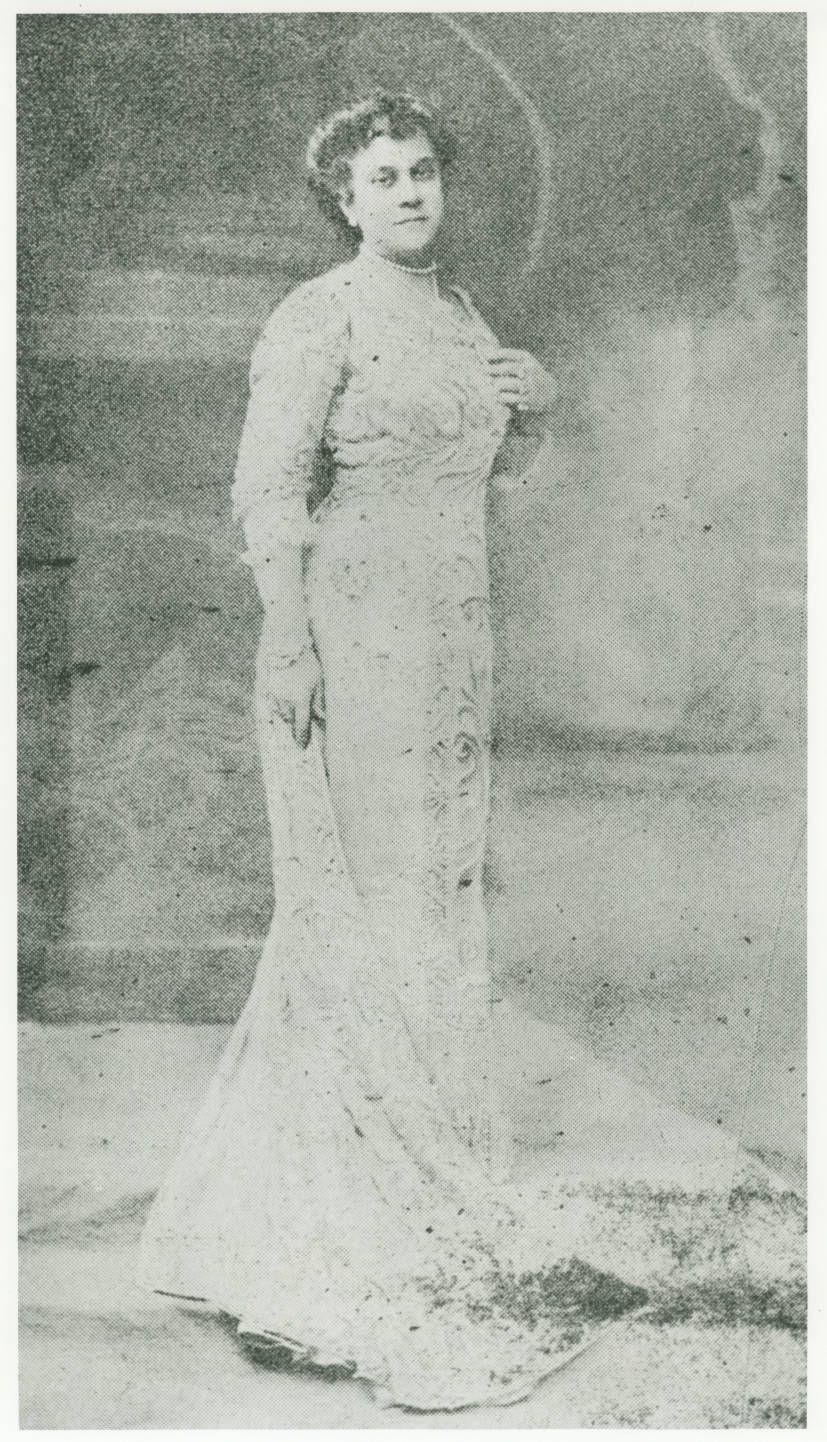
Rosalía Abreu (um 1905)

Rosalía Abreu (* 14. Januar 1862; † 3. November 1930) war die Tochter eines wohlhabenden kubanischen Plantagenbesitzers und weltweit die erste Tierhalterin, der es gelang, Schimpansen (Pan troglodytes) über deren gesamte Lebenszeit in Gefangenschaft zu halten und zu züchten. Zu den Anfang des 20. Jahrhunderts in ihrer privaten Tierhaltung gewonnenen und von Fachleuten publizierten Verhaltensbeobachtungen gehörten unter anderem die ersten wissenschaftlichen Berichte über Paarung, Geburt und Individualentwicklung bei Schimpansen. Ihre Erkenntnisse zum Nahrungsbedarf der Schimpansen und der Orang-Utans bildeten die Grundlage für die erfolgreiche Haltung von Großen Menschenaffen in den Zoologischen Gärten weltweit.

## Leben
Rosalía Abreu war die jüngste Tochter des Großgrundbesitzers Pedro Nolasco Gonzáles Abreu y Jimenes (1808–1873) und dessen Ehefrau Rosa. Sie wuchs bis zu ihrem elften Lebensjahr in Havanna auf. Nach dem Tod ihres Ehemannes zog die Mutter nach New York City, Rosalía besuchte die Edenhall School in Torresdale, Pennsylvania, einem heutigen Stadtteil von Philadelphia. 1878 ging sie mit ihrer an Diabetes erkrankten Mutter und ihrer verwitweten älteren Schwester Rosa Contreras nach Frankreich, wo ihre Mutter gesundheitlichen Rat bei Jacques-Joseph Grancher (1843–1907), einem engen Mitarbeiter von Louis Pasteur, einholen wollte. Bereits 1879 heiratete ihre Schwester Grancher. Die älteste Tochter der Familie, Marta, hatte 1874 Luis Estévez Romero geheiratet, der 1902 unter Tomás Estrada Palma Vizepräsident der Republik Kuba wurde.
1883 heiratete Rosalía Abreu in Paris den kubanischen Medizinstudenten Domingo Sanchez Toledo, woraufhin sie – spanischen Konventionen folgend – den Namen Rosalía Abreu de Sanchez Toledo annahm. Das Ehepaar hatte fünf Kinder, von denen eines allerdings früh starb. 1898, nach der Besetzung Kubas durch US-Truppen im Spanisch-Amerikanischen Krieg, verließ sie ihren Mann und zog mit den vier Kindern zurück nach Havanna. Hier knüpfte sie an ihre schon in Kindertagen vorhandene Vorliebe für exotische Haustiere an – schon in Frankreich hatte sie einen weiblichen Makaken gehalten – und erwarb 1902 ihren ersten Schimpansen, lebte aber nicht ständig auf Kuba, sondern zeitweise auch in New York City und im Ferienort Long Branch (New Jersey).
Nachdem 1901 ihr Wohnhaus abgebrannt war, ließ Rosalía Abreu am damaligen Rand von Havanna den neuen, herrschaftlichen Wohnsitz Las Delicias mit großzügigem Park einrichten, der noch heute existiert. Das Anwesen beherbergte zahlreiche Unterkünfte für Tiere und entwickelte sich – nicht zuletzt aufgrund ihrer Verschwägerung mit Luis Estévez Romero – zu einem Treffpunkt der Wohlhabenden und speziell der politisch den USA Zugeneigten.
Wegen ihrer großen Tierhaltung und der Intensität, mit der sie sich persönlich um diese kümmerte, galt Rosalía Abreu in ihren letzten Lebensjahren als zunehmend exzentrisch. Ihr Tod im Jahr 1930 ist durch einen Nachruf in der New York Herald Tribune vom 5. November 1930 (S. 5) belegt, ferner durch einen Eintrag im Bulletin of the Pan American Union (Band 65, S. 105).

## Affenhaltung
Die Affenhaltung auf dem Anwesen von Rosalía Abreu diente anfangs keinem wissenschaftlichen Zweck, sondern stand in der Tradition der privaten Menagerien. Eingang in die Verhaltensforschung fanden ihre verhaltenskundlichen Beobachtungen erst, nachdem der US-amerikanische Psychologe und Zoologe Robert Yerkes im Juli 1915 per Brief Kontakt mit ihr aufgenommen hatte – ohne bis dahin zu wissen, dass am 27. April 1915 der erste Schimpanse in Gefangenschaft, genannt Anumá, geboren war; ein wissenschaftlicher Bericht hierüber erschien erst 1916, verfasst von Louis Montané, Professor für Anthropologie der Universität Havanna. In den folgenden 18 Monaten entspann sich ein reger Schriftwechsel zwischen Yerkes und Abreu, in der Abreu die Haltungsbedingungen und das Verhalten der Menschenaffen schilderte; aus diesen Briefen geht unter anderem hervor, dass Anumá und ihre Mutter gemeinsam mit Abreu das Abendessen einnahmen und dass Mutter und Sohn sich „bei Tisch sehr korrekt verhalten.“ Anfang 1917 endet der Briefwechsel abrupt, laut einem Brief Yerkes’ infolge seiner dienstlichen Verpflichtungen während des Ersten Weltkriegs. Erst im Oktober 1923 meldete sich Yerkes wieder bei Abreu, in deren Tierhaltung es inzwischen weitere Schimpansen-Geburten gegeben hatte. Bereits im Januar 1924 besuchte Yerkes zehn Tage lang Kuba und sondierte, ob es lohnend sei, einen mehrwöchigen Forschungsaufenthalt bei Abreu zu arrangieren. Dieser fand dann im Juli 1924 tatsächlich statt.
Zu diesem Zeitpunkt lebten in der Tierhaltung von Rosalía Abreu unter anderem diverse Neuweltaffen, Meerkatzenverwandte und Gibbons sowie drei Orang-Utans und 14 Schimpansen. Auf der Grundlage von Abreus Schilderungen, seinen Beobachtungen auf Kuba sowie seinen Studien an zwei zuhause gehaltenen Schimpansen ging 1925 Yerkes’ Buch Almost human hervor, das Abreus Tierhaltung unter Verhaltensforschern weltweit bekannt machte.
Abreus Erkenntnisse, dass die Käfige für Menschenaffen groß und luftig sein sollten, mit sonnigen und schattigen Bereichen, dass es in ihrem Käfig nachts nicht zu kalt werden dürfe, dass sie in Gruppen gehalten und mit Pflanzenkost ernährt werden sollten, dass sie stets Zugang zu frischem Trinkwasser haben sollten, dass Futterreste zu entfernen seien, wurden im 20. Jahrhundert zum Allgemeingut der Tierpfleger in Zoologischen Gärten, waren aber in den 1920er Jahren noch geradezu revolutionär. Der erste im Londoner Zoo gehaltene Menschenaffe hatte beispielsweise nur sechs Monate überlebt, der zweite 18 Monate und der dritte vier Jahre. Auch Anfang des 20. Jahrhunderts galt die Züchtung von Menschenaffen in Zoologischen Gärten noch als unmöglich; selbst als Rosalía Abreu 1930 starb, waren bis dahin weltweit nur sieben Schimpansen in Gefangenschaft geboren worden – vier davon auf Abreus Gelände. Wolfgang Köhler hatte zwar von 1914 bis 1920 ebenfalls Schimpansen erfolgreich gehalten, allerdings die Haltungsbedingungen nur am Rande publiziert.
Yerkes berichtete ferner, dass der inzwischen zehn Jahre alte Anumá, obwohl in engem Kontakt mit Menschen aufgezogen, in seinem Verhalten „kaum einem durchschnittlichen zweijährigen Kind gleichkommt“; die Familienstruktur der Schimpansen erschien Yerkes hingegen durchaus vergleichbar mit der des Menschen. Anumá wurde 1925 von einem Wärter erschossen, nachdem dieser von Anumá in die Hand gebissen worden war.
1926 fragte Ilja Iwanowitsch Iwanow bei Abreu an, ob ein männlicher Schimpanse als Samenspender für die experimentelle Befruchtung einer Frau verfügbar sei. Iwanow hatte vermutlich während eines Aufenthalts am Institut Pasteur durch Rosalía Abreus Schwester oder deren Ehemann von der Schimpansen-Haltung auf Kuba erfahren. Abreu verstand, wie russische und auch US-amerikanische Biologen, ein solches Experiment als einen Test auf Darwins Hypothese, dass der Schimpanse der nächste Verwandte des Menschen sei, und äußerte sich daher zunächst aufgeschlossen. Nach einem an sie gerichteten Drohbrief des Ku-Klux-Klans zog sie sich jedoch aus diesem Vorhaben zurück. Dennoch hielt sie in einer schriftlichen Verfügung zum Verbleib ihrer Tiere nach ihrem Tod fest, dass sie keine Bedenken habe zur Kreuzung eines männlichen Schimpansen mit einem weiblichen Homo sapiens. Sie lehnte es aber zugleich ab, einen weiblichen Schimpansen mit dem Samen eines Mannes zu befruchten, da ein Mann zu groß sei und die Schimpansin unter der Geburt Schmerzen erleiden würde. Nach Abreus Tod im Jahr 1930 kam es aber durch Iwanow zu keinem derartigen Experiment mehr, da er in diesem Jahr bei Stalin in Ungnade gefallen und zu fünf Jahren Verbannung in Alma-Ata verurteilt worden war, wo er 1932 starb.
Die Pionierleistungen von Rosalía Abreu und – völlig unabhängig von ihr – von Wolfgang Köhler ermöglichten es Robert Yerkes, 1929 eine Forschungsstation für Primatenbiologie der Yale University einzurichten, die er von 1930 bis 1941 leitete und die bis heute als The Yerkes National Primate Research Center weitergeführt wird.

## Belege
1. ↑  Clive D. L. Wynne: Rosalià Abreu and the Apes of Havana. In: International Journal of Primatology, Band 29, Nr. 2, 2008, S. 289–302, doi:10.1007/s10764-008-9242-0. Die Schreibung ihres Vornamens in dieser Originalarbeit ist fehlerhaft (s. Diskussionsseite).
2. ↑  zootierliste.de Die weltweit erste Zucht eines Schimpansen im Zoo gelang erst 1920 in New York.
3. ↑  Louis Montané:  A Cuban chimpanzee. In: Journal of Animal Behavior. Band 6, Nr. 4, 1916, S. 330–333.
4. ↑   Clive D. L. Wynne, S. 294.
5. ↑  Donald A Dewsbury: Comparative Psychology. In: Irving B. Weiner (Hrsg.): Handbook of Psychology, Vol. 1. John Wiley & Sons, Hoboken 2001, S. 71.
6. ↑  vergl. dazu die Buchbesprechung von Samuel W. Fernberger in: Psychological Bulletin. Band 23, Nr. 6, 1926, S. 343–344, doi:10.1037/h0063915.
7. ↑  zitiert aus Clive D. L. Wynne, S. 297.
8. ↑  Einer ihrer Schimpansen kam nach ihrem Tod beispielsweise in die von Robert Yerkes eingerichtete Anthropoid Experiment Station in Orange Park, Florida, siehe Animals: Ape Twins. (Memento vom 25. November 2010 im Internet Archive) Auf: time.com, Text aus Time vom 11. Juni 1934.
9. ↑  Die Schreibung ihres Vornamens in dieser Originalarbeit ist fehlerhaft (s. Diskussionsseite).

| Personendaten    | Personendaten              |
| ---------------- | -------------------------- |
| NAME             | Abreu, Rosalía             |
| KURZBESCHREIBUNG | kubanische Naturforscherin |
| GEBURTSDATUM     | 14. Januar 1862            |
| STERBEDATUM      | 3. November 1930           |